# La Magicienne de la mer

La Magicienne de la mer est un opéra achevé en 1947, composé par le breton Paul Le Flem sur un texte du poète belge, José Bruyr. La pièce s'inscrit dans une série d'œuvres dédiées au légendaire celtique. Tiré de la légende bretonne de la ville d'Ys, l'histoire est inspirée des textes du Barzaz Breiz et de l'opéra Le Roi d'Ys d’Édouard Lalo. Deux interludes, destinés aux concerts, sont tirés de cet opéra.
Le sous-titre figurant sur la partition est : légende lyrique en trois tableaux. L'œuvre est créée à l'opéra-comique le 29 octobre 1954, dans une mise en scène de Louis Musy et des décors et costumes de Maurice Moulène.

## Conception
Rarement le Barzaz Breiz, recueil de chants populaires bretons, a inspiré une œuvre aussi expressive que celle de Paul Le Flem. Ses pièces lyriques font systématiquement référence à la Bretagne. Cette « obsession » remonte à son enfance, pendant laquelle il entendit le barde Yann ar Minous chanter des gwerzioù (ballades) contant le destin de Dahut, fille maudite du roi Gradlon, et de Malgven. Paul Le Flem se met à l'écriture de son opéra après avoir assisté à l'opéra Le Roi d'Ys d’Édouard Lalo, dont la pauvreté du livret l'avait désappointé. 
Paul le Flem signe sa partition : « Vieux Marché, Paris : 16 août 1946–19 janvier 1947 ».

## Réalisation
Deux Interludes, destinés aux concerts, sont tirés de cet opéra. Ils sont créés à Paris en décembre 1952 par l'Orchestre national avant d'être souvent donnés à l'étranger par Igor Markevitch, un ancien élève du compositeur. Sous une forme cinématographique, il conte le rêve d'un jeune musicien qui revit les aventures de la jeune fille aux cheveux d'or, Dahut. Les vagues rugissantes créent un univers musical intense. Cette œuvre, parmi les plus poignantes du répertoire classique breton, choque les spectateurs parisiens par sa modernité et sa violence. N'avant pas conquis le public, seules quatre représentations sont données en 1954. Pourtant, on peut considérer aujourd'hui que La Magicienne de la mer, pièce aux accents atonaux, associant des instruments insolites tels le tambour, le célesta, le saxophone et les cloches, est l'une des œuvres classiques de l'époque les plus abouties.

## Discographie
- La Magicienne de la Mer - Deux interludes, fantaisie pour piano et orchestre (Symphonie no 1 en la majeur) : Orchestre de Bretagne (dir. Claude Schnitzler), Marie-Catherine Girod (piano) (enregistrement de concert, 22 et 25 octobre 1993, Éditions Timpani 1C1123) (OCLC 224080139), (BNF 42148124)